# Eulinognathus aculeatus
Eulinognathus aculeatus är en insektsart som först beskrevs av Neumann 1912.  Eulinognathus aculeatus ingår i släktet Eulinognathus och familjen ledlöss. Inga underarter finns listade i Catalogue of Life.